# Векторение
Векторение — обеспечение навигационного наведения воздушных судов посредством указаний экипажам определённых курсов на основе использования данных радиолокаторов.
Основным отличием этапа векторения от других этапов полёта является то, что ответственность за навигацию в этом случае берёт на себя диспетчер. Векторение заканчивается либо чётким указанием экипажу на необходимость продолжить навигацию по своим средствам, либо выведением на курс, который позволит самостоятельно (по техническим средствам системы захода на посадку, например КГС) вывести воздушное судно на предпосадочную прямую, либо входом в зону визуального маневрирования.
При векторении для захода на посадку задачей диспетчера является вывод воздушного судна на траекторию, которая обеспечит выход на предпосадочную прямую за 2-3 км до точки входа в глиссаду, под углом не более 45° (согласно ICAO DOC 4444, а на практике желательно не более 30°).
В случаях, когда осуществляется векторение воздушного судна, выполняющего полёт по правилам полётов по приборам, либо когда ему указывается спрямлённый маршрут, предусматривающий уход с запланированного экипажем маршрута, диспетчером управления воздушным движением выдаются разрешения, которые должны обеспечивать минимальный запас высот над препятствиями.
Векторение является действенным способом решения проблемы высокой загрузки воздушного пространства, поскольку позволяет использовать его более эффективно.